# 9. Klavierkonzert (Mozart)
Das 9. Klavierkonzert in Es-Dur „Jenamy“, häufig auch Jeunehomme-Konzert genannt, KV 271, ist ein Klavierkonzert von Wolfgang Amadé Mozart. In einer abweichenden Zählung, die nur Mozarts reine Klavierkonzerte berücksichtigt, ist es das 4. Konzert.

## Entstehung
Das 9. Klavierkonzert ist das letzte und bedeutendste der Salzburger Klavierkonzerte Mozarts; die nächsten entstanden in Wien. Die Komposition entstand 1777 für die Klaviervirtuosin Louise Victoire Noverre verh. Jenamy (1749 – 5. September 1812), die Tochter des mit Mozart befreundeten Tänzers Jean-Georges Noverre. Die Mozart-Biographen Théodore de Wyzewa und Georges de Saint-Foix vermuteten „Jeunehomme“ als den Namen der Pianistin, und so wurde das Werk im 20. Jahrhundert oft als „Jeunehomme-Konzert“ bezeichnet.
Die pianistischen Fähigkeiten Jenamys dürften groß gewesen sein, da das Konzert ein hohes Maß an Virtuosität fordert. Strukturell dürfte es seinen einzigen Vorläufer in Carl Philipp Emanuel Bach haben. Einige Neuheiten, wie beispielsweise der Einsatz des Soloinstruments vor dem Eingangsritornell, lassen sich vorher nur bei Bach nachweisen.

## Musik

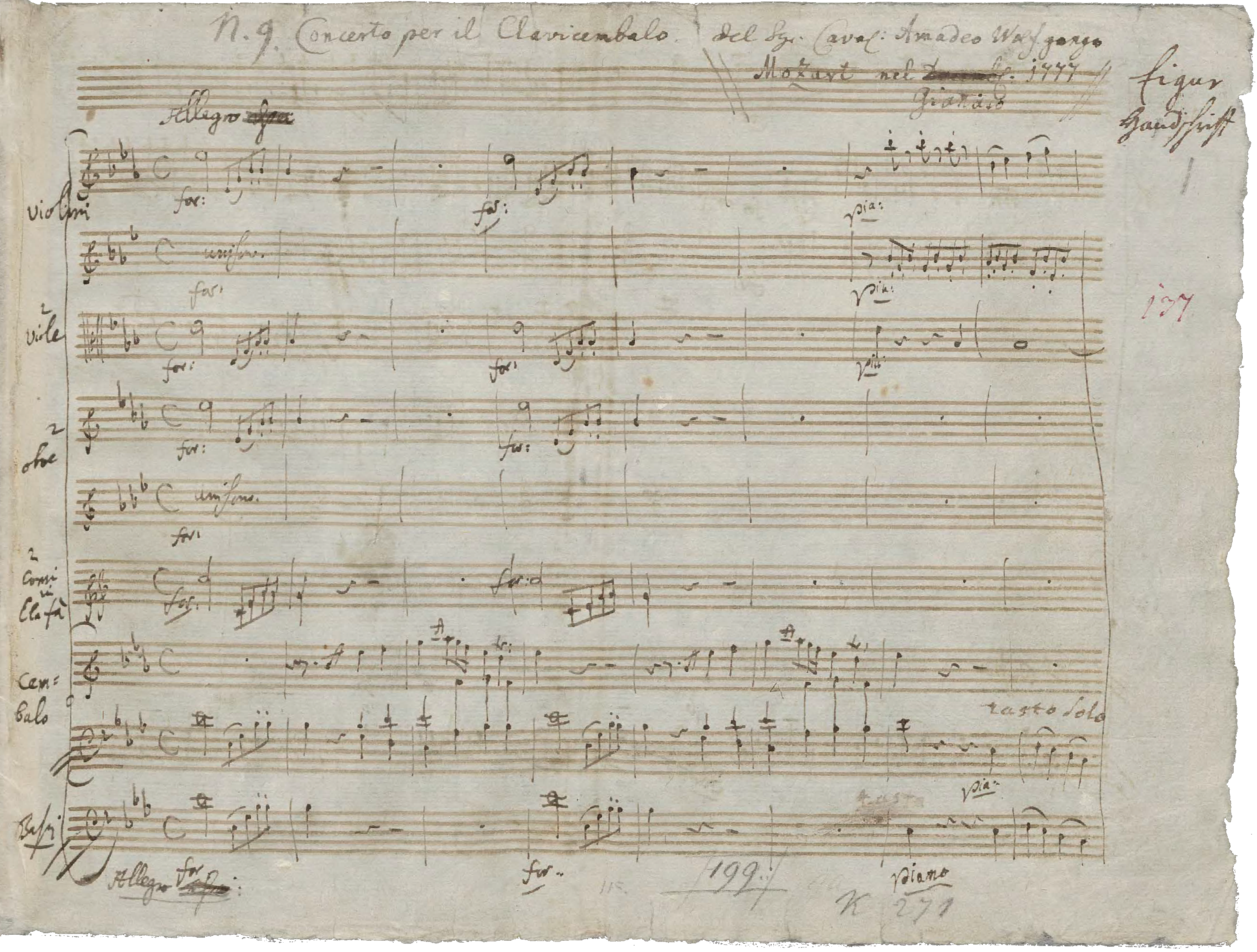
Autographe Partitur, Beginn des ersten Satzes

### 1. Satz: Allegro
Der Satzbeginn sieht den ungewöhnlichen Einsatz des Soloklaviers inmitten der Orchesterexposition. Das markante Eingangsmotiv des Satzes besteht aus einem Es-Dur-Akkord und dem nachfolgenden aufsteigenden Es-Dur Dreiklang bei dreifachem Erklingen der fünften Stufe. Das Klavier stimmt mit einem eigenständigen Beitrag im zweiten Takt ein; das Thema wird also von beiden gemeinsam vorgestellt, bevor das Orchester es ausformuliert. Das Soloklavier meldet sich erst nach der Vorstellung des Themas mit einem „Eingang“ wieder, wie Mozart das Präludieren des Klaviers vor dem eigentlichen Themeneinsatz nennt. Die Durchführung ist kurz gehalten und verarbeitet in der Hauptsache das Dreiklangmotiv. In der folgenden Reprise ist die Aufgabenverteilung im Hauptthema vertauscht: Das Klavier übernimmt das Dreiklangmotiv und das Orchester antwortet. Die Solokadenz ist äußerst virtuos gestaltet und arbeitet motivisch. Hierin weist sie bereits auf die Kadenzen Beethovens. Für das Konzert komponierte Mozart mehrere Kadenzen.
| Abschnitt    | Takte       | Inhalt   | Takte |
| ------------ | ----------- | -------- | ----- |
| Exposition   | 1–155       | Thema I  | 1–7   |
|              |             | Thema II | 26–33 |
| Durchführung | 156–195     |          |       |
| Reprise      | 196–281     |          |       |
| Coda         | 282–Schluss |          |       |

### 2. Satz: Andantino
Das Andantino steht in der Paralleltonart c-Moll und ist Mozarts erster Konzertsatz in Moll. Der Satz beginnt mit einem seufzenden Motiv in den Streichern, dann entwickelt sich ein Dialog zwischen den ersten und zweiten Violinen. Das Klavier spielt seine ernste Melodie über der sanften Grundlage der Streicher. Die Wiederholung des Hauptthemas endet überraschend in Dur. Hieraus entwickelt sich das zuversichtlichere, aber ebenso lyrische zweite Thema. Die Durchführung verarbeitet hauptsächlich das Eingangsritornell aus dem Beginn des Hauptthemas. Es folgt eine ausgedehnte Solokadenz, die motivisch direkt in die Komposition eingebunden ist. Zwei kräftige Akkorde in Moll beenden den Satz.

### 3. Satz: Rondeau
Das lange Rondofinale des Konzertes umfasst 467 Takte. Es gibt dem Pianisten wie in noch keinem der bisherigen Konzerte die Möglichkeit zur virtuosen Entfaltung. Der Satz beginnt direkt mit dem Rondothema des Pianisten, das im Verlauf des Satzes wie ein Perpetuum mobile wirkt. Nach dem Vortrag des Themas nimmt das Orchester den Gedanken auf und erweitert ihn. Diese Erweiterung wiederum nimmt das Soloklavier auf und formuliert den Gedanken gemeinsam mit dem Orchester aus. Das B-Thema des Rondos stellt eine Solokadenz des Klaviers dar, die ein für Mozart bis dahin ungekanntes Maß an Virtuosität fordert. Es folgt die verkürzte Wiederkehr des Rondothemas.
Der Mittelteil besteht aus einem Menuett in der bei Mozart selten verwendeten Tonart As-Dur. Die Melodie des Klaviers wird von Pizzicati der Streicher begleitet. Nach einem langen langsamen Übergangsteil kehrt im Klavier das Rondothema zurück. Sofort setzt das Orchester ein und spielt eine verkürzte Fassung des Themas. Der Satz endet mit zwei Akkorden von Klavier und Orchester.

## Wirkung
Über Ort und Zeit der Uraufführung ist nichts bekannt. Es wird angenommen, dass Mozart das Konzert später häufig selbst spielte, was zu jener Zeit nicht für alle Werke galt, da es sich häufig um kurzfristiger angelegte Gebrauchskompositionen handelte. Das 9. Klavierkonzert gehört heute nach wie vor zu seinen beliebtesten, bekanntesten und meistgespielten. Der Musikwissenschaftler Alfred Einstein nannte das Werk beispielsweise, in Anlehnung an Beethoven, „Mozarts Eroica“. Der Pianist und Mozartinterpret Alfred Brendel spricht gar von „einem der größten Weltwunder“ in Bezug auf dieses Klavierkonzert.

## Stellenwert
Das 9. Klavierkonzert stellt eine neue Qualität der Mozartschen Klavierkonzerte dar. Es ist eine deutliche Weiterentwicklung gegenüber den vorherigen Werken der Gattung festzustellen. Einerseits treten verschiedene neue strukturelle Ungewöhnlichkeiten auf; so wird der Einsatz des Soloinstruments beispielsweise in das Eingangsritornell hineingeschoben. Dies wird Mozart unter anderem im 15. Klavierkonzert KV 450 wieder aufnehmen. Auch ist es ungewöhnlich, dass der Solist nach der Kadenz noch einmal ins musikalische Geschehen eingreift. Dies geschieht so nur noch im 24. und 27. Klavierkonzert.
Die Gefühlstiefe des zweiten Satzes zeigt eine in dieser Intensität neue Qualität der Mittelsätze Mozarts. Er weist auf die langsamen Sätze des 14. und 15. Klavierkonzerts, ist aber auch mit dem 18., dem 22. und dem 23. Klavierkonzert zu vergleichen, deren langsame Mittelsätze ebenfalls in der parallelen Molltonart stehen. Das Konzert wird vor allem auf Grund dieses zweiten Satzes gerne als Beispiel der sogenannten „Sturm-und-Drang-Phase“ Mozarts angeführt. Eine weitere vorausdeutende Neuerung in diesem Konzert ist die thematische Beziehung der Sätze untereinander. So besteht eine Verwandtschaft zwischen dem zweiten Thema des Hauptsatzes und den jeweiligen Hauptthemen der anderen Sätze. Gerade in diesem Sinne ist das 9. Klavierkonzert wegweisend. Seine melodische Schönheit und Frische macht es zudem zu einem der beliebtesten Klavierkonzerte Mozarts. Er spielte es Ende 1777 selbst zusammen mit dem Konzert KV 246 in München und Augsburg.